# Міро Ковач
Мі́ро Ко́вач (хорв. Miro Kovač; нар. 20 вересня 1968, Спліт, Хорватія) — хорватський історик, дипломат, політик, член консервативної ХДС, міністр закордонних і європейських справ Хорватії у правоцентристському уряді Тихомира Орешковича з 22 січня до 19 жовтня 2016 року. 

## Ранні роки та освіта
Народився 20 вересня 1968 року у Спліті як найстарший з чотирьох дітей. Почав свою вищу освіту в Загребському університеті, а закінчив — у Паризькому університеті III Нова Сорбонна, де здобув ступінь магістра, захистивши дисертацію про національні і європейські політичні курси держав-членів Європейського Союзу, а також докторський ступінь з історії міжнародних відносин, захистивши дисертацію про роль Франції у створенні Королівства Югославія.

## Професійна діяльність
У 1995 році Ковач влаштувався на роботу в Канцелярії Президента Хорватії, в Управлінні інформації, в якому працював до 1999 року, коли був переведений на посаду помічника радника з питань євроатлантичної інтеграції. Свою дипломатичну кар'єру він почав у 2001 році як радник посольства Хорватії у Бельгії. 2003 року Ковач став міністром-радником посольства Хорватії у Франції. Коли після виборів 2003 ХДС прийшов до влади, Ковача призначили помічником міністра закордонних справ, а в 2005 році — керівником дипломатичного протоколу міністерства. 2006 року Ковача призначено на посаду посла. З 2008 до 2013 року він працював послом Хорватії в Німеччині. 2014 року Ковач стає міжнародним секретарем ХДС. Після закінчення його строку повноважень посла в Німеччині урядовці мали намір призначити його новим хорватським послом у Польщі, але він відмовився і повернувся в Хорватію, щоб допомогти ХДС на прийдешніх президентських і парламентських виборах. На президентських виборах 2014-15 Ковач був головою передвиборного штабу майбутнього президента Грабар-Кітарович.

## Особисте життя
Ковач одружений, має трьох дітей. Вільно говорить хорватською, англійською, німецькою та французькою мовами і має базове розуміння італійської та голландської мов.

## Публікації
- "La France, La création du royaume »Yougoslave« et la question Croate, 1914-1929", Bern, Berlin, Bruxelles, Frankfurt a. M., New York, Oxford, Vienna: Peter Lang, 2001., p. 398.
- "Raspadanje Austro-Ugarske i rađanje Kraljevine SHS u svjetlu francuske politike (od listopada do prosinca 1918.)" (Розпад Австро-Угорщини і народження Королівства сербів, хорватів і словенців у світлі французької політики (з жовтня по грудень 1918)), Časopis za suvremenu povijest, no. 1, 2003., p. 141-172.
- "Francuska i hrvatsko pitanje, 1914.-1929." (Франція і хорватське питання, 1914-1929), Zagreb: Dom i svijet, 2005., p. 363
- "La Croatie et l'Union Européenne, 1990-2004", in: Lukić, Renéo, La politique étrangère de la Croatie de son indépendance à nos jours, 1991-2006, Laval: Presses universitaires de l'Université de Laval, 2006, p. 316[6]